# 2-乙基己酸锌
2-乙基己酸锌是一种锌的羧酸盐，它可由氧化锌和2-乙基己酸反应得到。它可作为氧化锌、原硅酸锌、锆酸锌等锌化合物的前体。它可以催化异丙苯的氧化及过氧化氢异丙苯的分解反应。